# Teillet
Teillet település Franciaországban, Tarn megyében. Lakosainak száma 451 fő (2022. január 1.). Teillet Villefranche-d’Albigeois, Mont-Roc, Paulinet, Rayssac és Terre-de-Bancalié községekkel határos.

## Népesség
A település népessége az elmúlt években az alábbi módon változott:
| Lakosok száma | 440  | 443  | 447  | 443  | 442  | 441  | 438  | 445  | 451  |
|               | 2013 | 2015 | 2016 | 2017 | 2018 | 2019 | 2020 | 2021 | 2022 |